# Coronation
Coronation är en ort i Kanada.   Den ligger i provinsen Alberta, i den centrala delen av landet, 2 700 km väster om huvudstaden Ottawa. Coronation ligger 789 meter över havet och antalet invånare är 947.
Terrängen runt Coronation är platt. Trakten runt Coronation är nära nog obefolkad, med mindre än två invånare per kvadratkilometer.. Det finns inga andra samhällen i närheten. 
Trakten runt Coronation består i huvudsak av gräsmarker.